# Виртсу (посёлок)
Ви́ртсу (эст. Virtsu) — посёлок в волости Ляэнеранна уезда Пярнумаа, Эстония.
До административной реформы местных самоуправлений Эстонии 2017 года входил в состав волости Ханила уезда Ляэнемаа.

## Число жителей
По данным переписи населения 2011 года в посёлке проживали 539 человек, из них 520 (96,5 %) — эстонцы.
Динамика численности населения посёлка Виртсу:
| Год     | 2000 | 2010  | 2011  | 2017  | 2018  | 2019  |
| ------- | ---- | ----- | ----- | ----- | ----- | ----- |
| Человек | 872  | ↘ 629 | ↘ 539 | ↘ 522 | ↘ 509 | ↘ 498 |

## Географическое положение
Посёлок расположен на одноимённом полуострове. В посёлке находится порт Виртсу, из которого осуществляется паромная переправа в Куйвасту на острове Муху. Посёлок возник в конце XIX века как населённый пункт около порта. В посёлке имеется школа, детский сад, библиотека, музеи. Ранее в посёлке находился один из рыбоперерабатывающих заводов колхоза «Ляэне калур» и относящиеся к этому же колхозу производственные предприятия. Посёлок находится в природоохранной зоне Пухту-Лаэлату (эст. Puhtu-Laelatu).

## История
В первой половине XV века на побережье вблизи современного посёлка Виртсу вассалом местного епископа была построена небольшая крепость, которая была разрушена в следующем веке во время конфликта между епископом и бранденбургским маркграфом. В конце XVIII века здесь было отстроено новое здание мызы, рядом с которым возник парк.

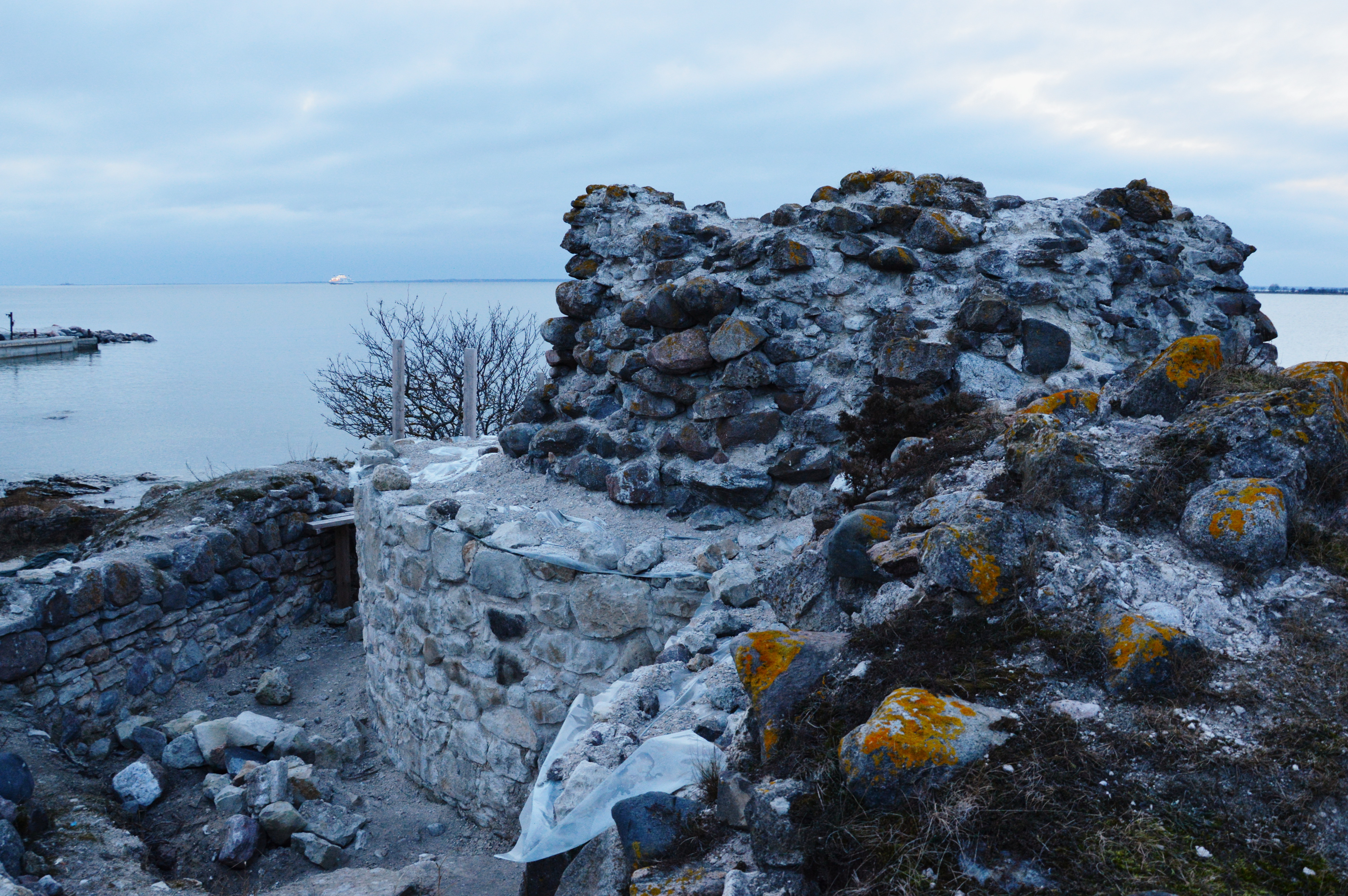
Развалины крепости

В районе полуострова Виртсу пролив Суурвяйн, отделяющий остров Муху от материка, имеет наименьшую ширину, поэтому ещё со времён средневековья через Виртсу пролегал тракт, по которому осуществлялись перевозки (в том числе почтовые) с материка на остров Муху и далее на остров Сааремаа. Перевозки осуществлялись на лодках. В 1850-х годах был построен тракт Хаапсалу—Виртсу, который ускорил почтовое сообщение островов Санкт-Петербургом.
В 1870-х годах через залив был проложен подводный телеграфный кабель. Почтовое и телеграфное отделение требовали постоянного обслуживания, поэтому в Виртсу в районе мызы стал быстро расти посёлок. Были построены маяк и метеостанция. В 1931 году была открыта узкоколейная железная дорога до Рапла, которая просуществовала до 1968 года.
Во время Первой мировой войны воды вблизи Виртсу стали ареной Моонзундского сражения, посёлок также пострадал в ходе боёв на суше. Активные боевые действия шли здесь и во время Великой Отечественной войны, когда пролив Суурвяйн был форсирован немецкими войсками летом 1941 года при оккупации ЭССР, а осенью 1944 года — советскими войсками при освобождении территории Эстонии от немецких захватчиков.
В 1949 году был учреждён колхоз «Виртсу калур» (эст. Virtsu kalur, «Рыбак Виртсу»). К 1960 году членами колхоза состояли 57 человек, из них 24 рыбака. Годовой улов достиг 2400 центнеров. В следующем году были закуплены первые тралы и был построен первый четырёхквартирный дом. В 1967 году был построен детский сад на 50 мест.
К 1973 году в распоряжении колхоза было четыре океанских траулера типа СРТ, 10 морских тральщиков и ряд других судов. Были построены рыбокомбинат, холодильник, имелся цех металлообработки и другие вспомогательные производства. Новое здание основной школы было построено в 1973 году. В 1975 году колхозы «Виртсу калур» и «Хаапсалу калур» были объединены в один колхоз, который стал называться «Ляэне калур» (эст. Lääne kalur, «Западный рыбак»). По состоянию на 1979 год в колхозе насчитывалось 1867 членов, из них 464 рыбака. Колхоз занимался также звероводством и садоводством. С 1972 года в производственных помещениях завода началось изготовление приводных цепей и их элементов для траншейных экскаваторов, производившихся Таллинским экскаваторным заводом. После восстановления независимости Эстонии колхоз был преобразован в акционерное общество, промышленное рыболовство практически прекратилось.
В 1996 году в посёлке появились два музея: «Музей развлечений» (эст. Harrastusmuuseum) и музей Ханила (эст. Hanila muuseum). В 2002 году был открыт первый комплекс ветряных электростанций (ветряной парк), в 2008 и 2010 годах к нему присоединились второй и третий комплексы. В 2009 году было открыто новое здание порта, в 2010 году детский сад и школа были объединены в единое учреждение.

## Экономика
В советское время основным работодателем посёлка был колхоз, занимавшийся рыболовством и переработкой рыбы. Население Виртсу увеличилось в несколько раз, колхозом было построено большинство производственных и многоквартирных жилых зданий.
В начале XXI века население Виртсу составляло менее 700 человек (около 40 % населения волости) и продолжало уменьшаться. В посёлке ведут деятельность около 40 работодателей — небольших предприятий и частных лиц-предпринимателей, они создают около 170 рабочих мест. Важную роль в экономике посёлка играет порт. Основные работодатели в самом Виртсу — школа-детсад (23 рабочих места по состоянию на 31 декабря 2019 года) и судовая компания Saarte Liinid. Многие жители работают вне посёлка, в том числе в Таллине, Хаапсалу, Лихула.

## Паромная переправа Виртсу—Куйвасту

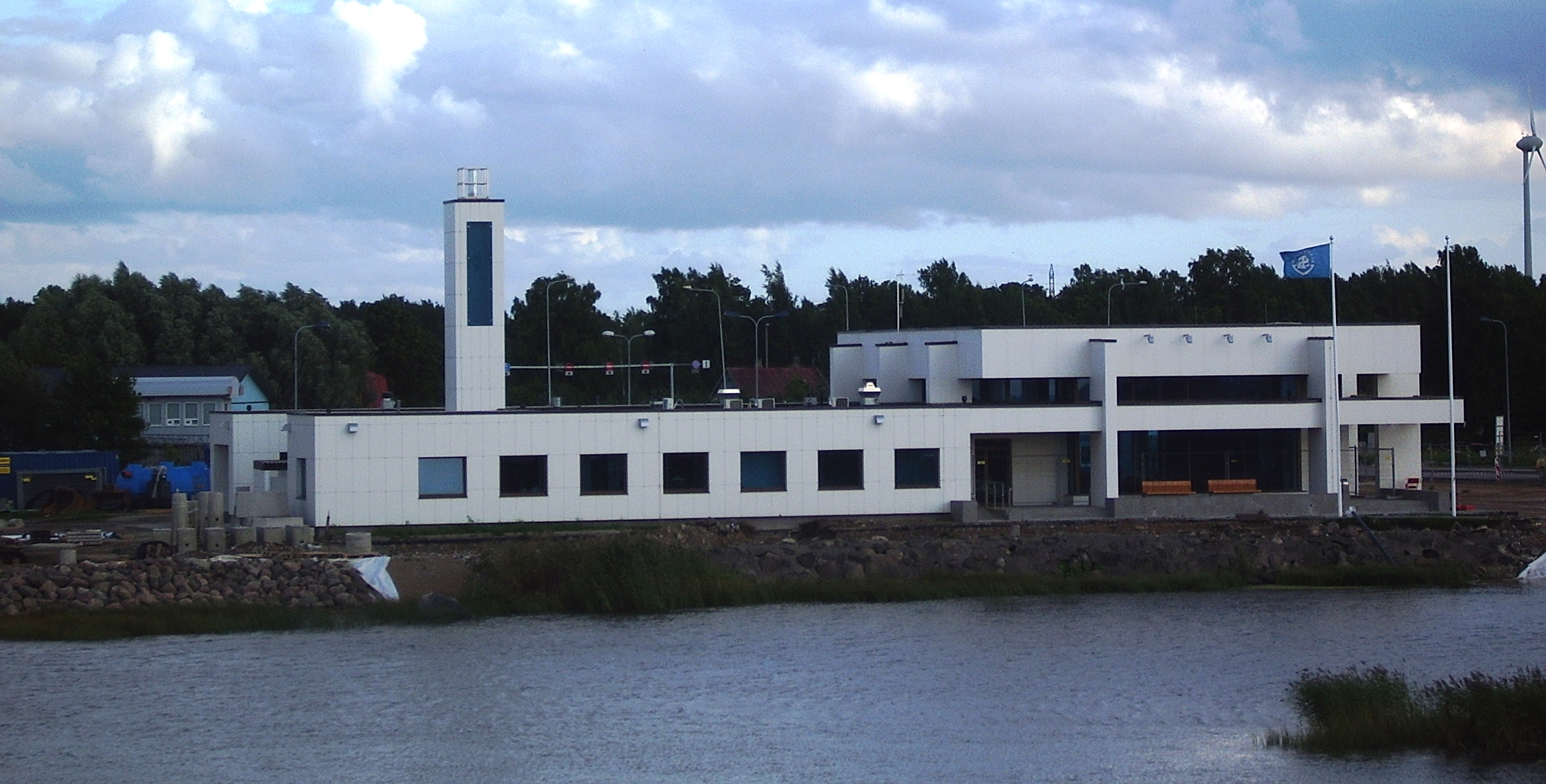
Здание порта в Виртсу

Виртсу соединён паромной переправой с портом в посёлке Куйвасту, расположенном на острове Муху, на западном берегу пролива Суурвяйн. Длина паромной переправы составляет 7,4 километра, обслуживающие переправу паромы проходят этот путь примерно за 25 минут. Переправа функционирует с раннего утра до позднего вечера, паромы в одну сторону отходят из Виртсу с промежутками времени несколько больше часа. График меняется в зависимости от времени года и дня недели. Билет на человека в одну сторону стоит около 3 евро (имеются льготные категории билетов); на автомобиль — меньше 10 евро, цены также могут меняться. Билеты можно приобрести через Интернет.

## Ветряные комплексы Виртсу

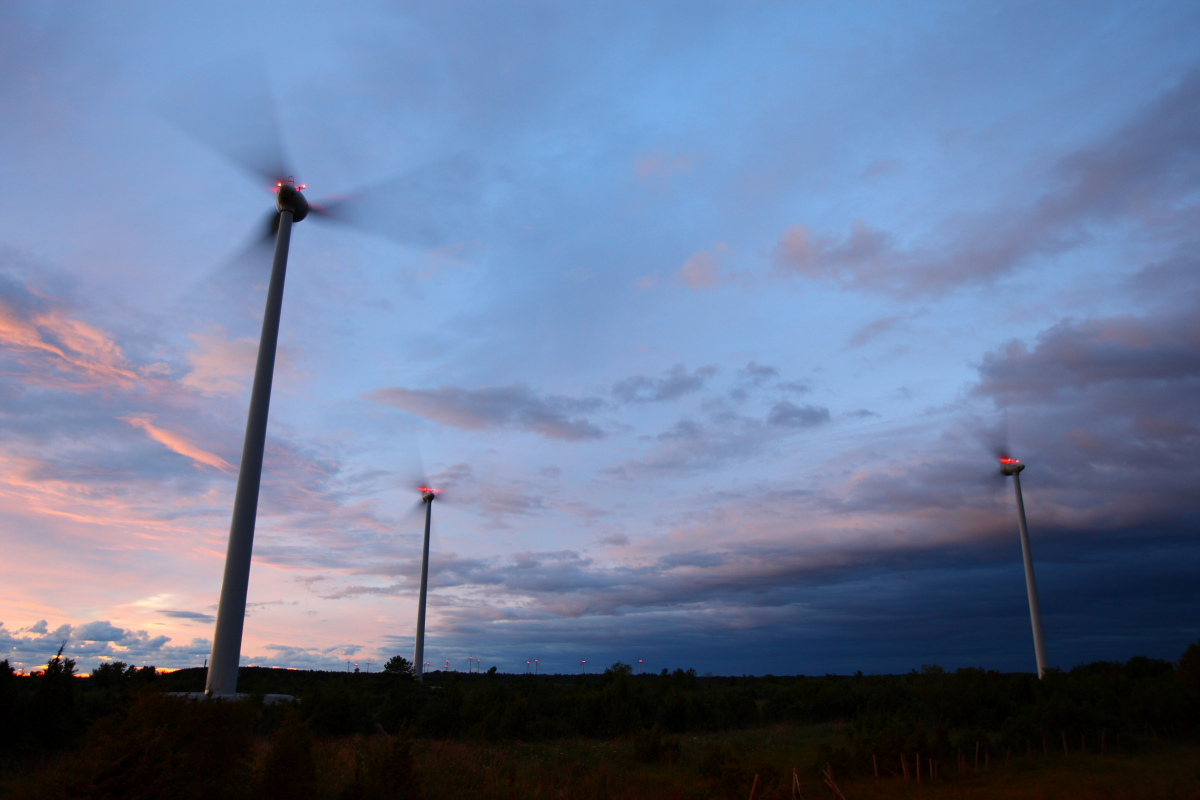
Комплекс ветряных электростанций в Виртсу

В Виртсу в 2002—2010 годах построены три комплекса ветряных электростанций (ветровых парков).
- Первый комплекс введён в строй в 2002 году. Он состоит из двух ветряков типа E-40 производства фирмы Enercon, мощность каждого из ветряков 0,6 МВт, суммарная мощность комплекса 1,2 МВт. Среднегодовое производство электроэнергии составляет около 3 ГДж. Комплекс занимает площадь 6,3 га[12].
- Второй комплекс введён в строй в 2008 году. Он состоит из трёх ветряков типа E-70 производства фирмы Enercon, мощность каждого из ветряков 2,3 МВт, суммарная мощность 6,9 МВт. Среднегодовое производство электроэнергии составляет около 13,5 ГДж.
- Третий комплекс введён в строй в 2010 году. Он также состоит из трёх ветряков типа E-70 производства фирмы Enercon, мощность каждого из ветряков 2,3 МВт, суммарная мощность 6,9 МВт. Среднегодовое производство электроэнергии составляет около 15,4 ГДж. Второй и третий комплексы занимают площадь 39 га[13].

## Галерея

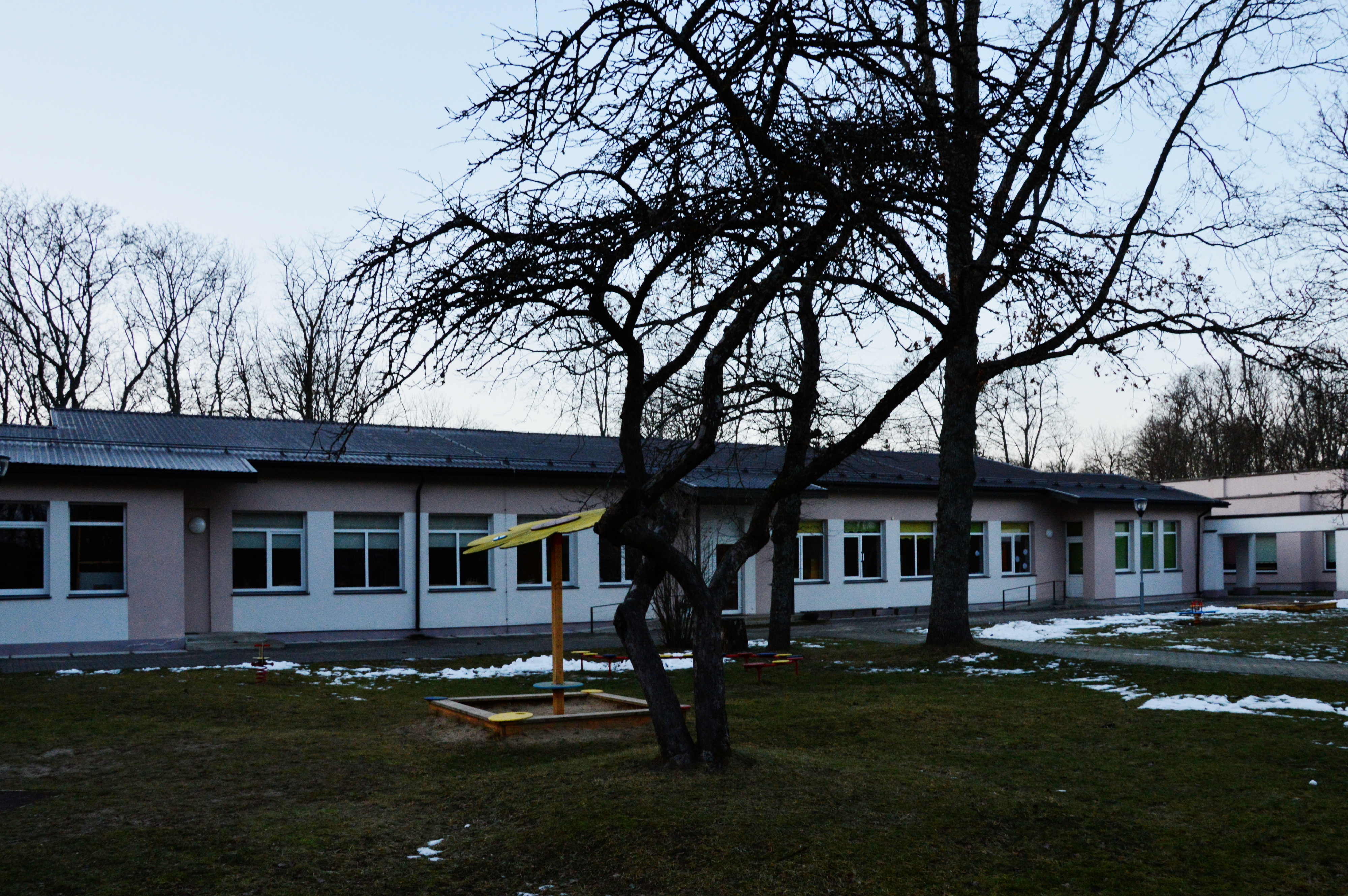
Детский сад
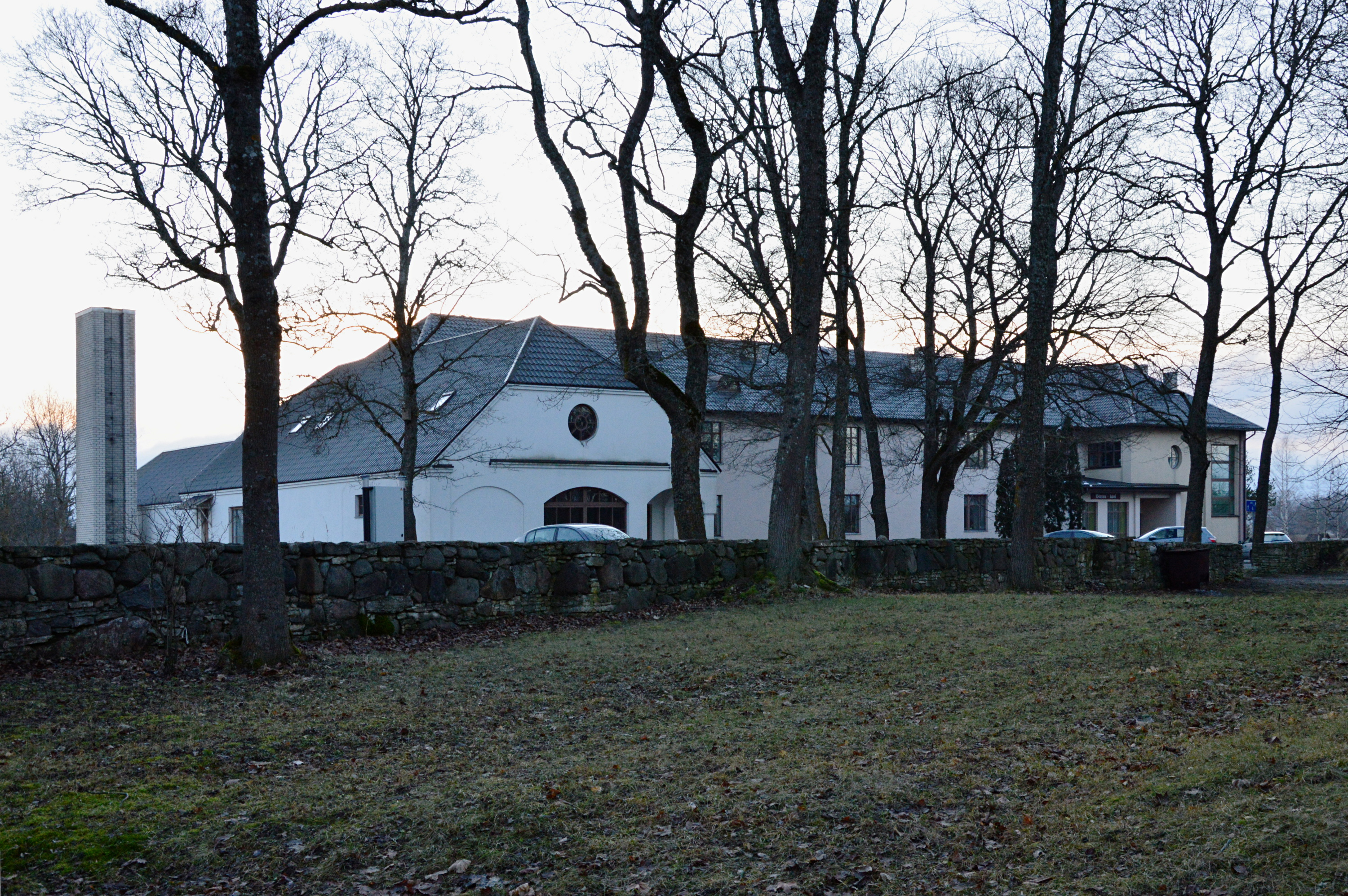
Школа
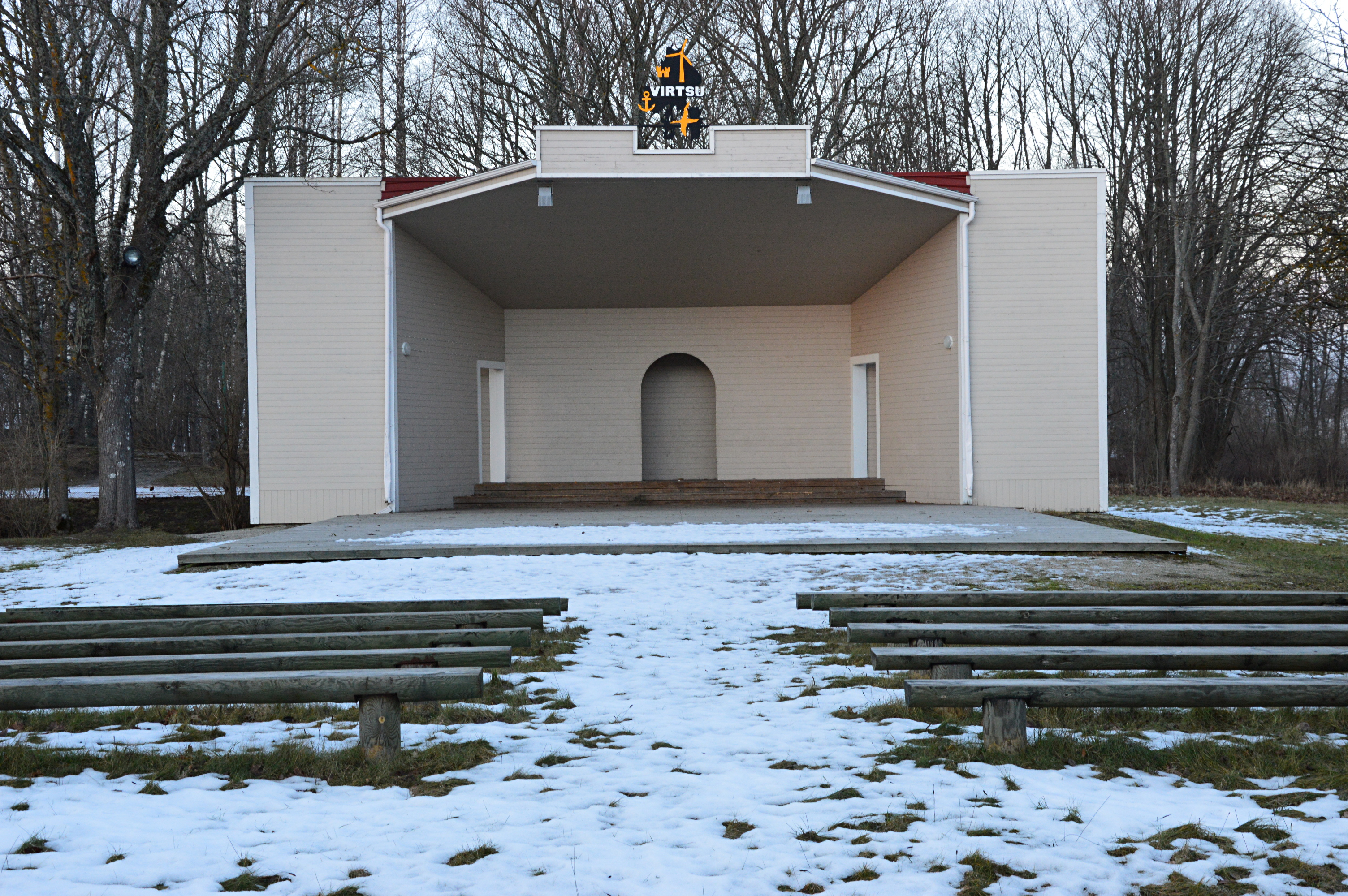
Открытая сцена
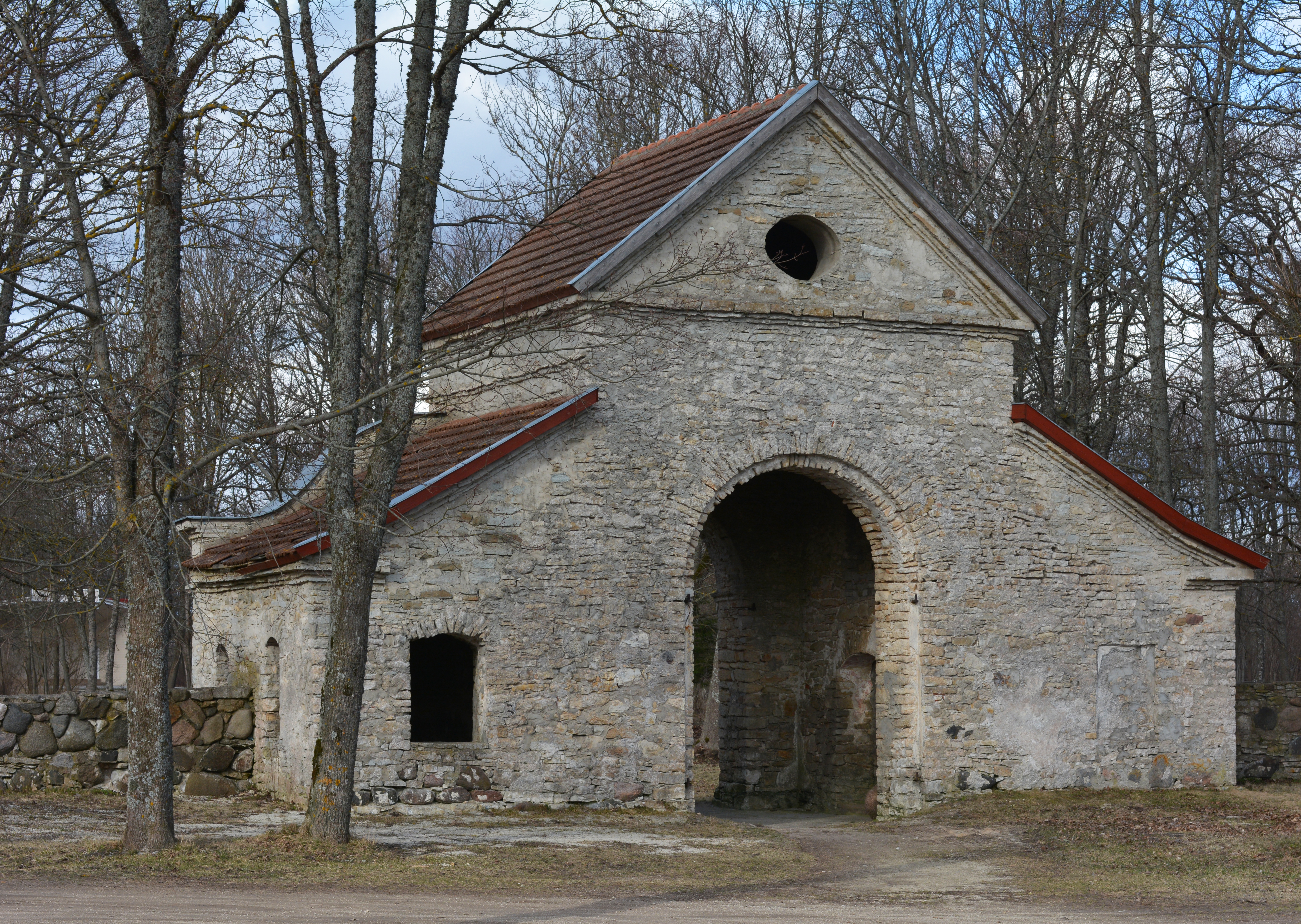
Ворота к комплексу мызы
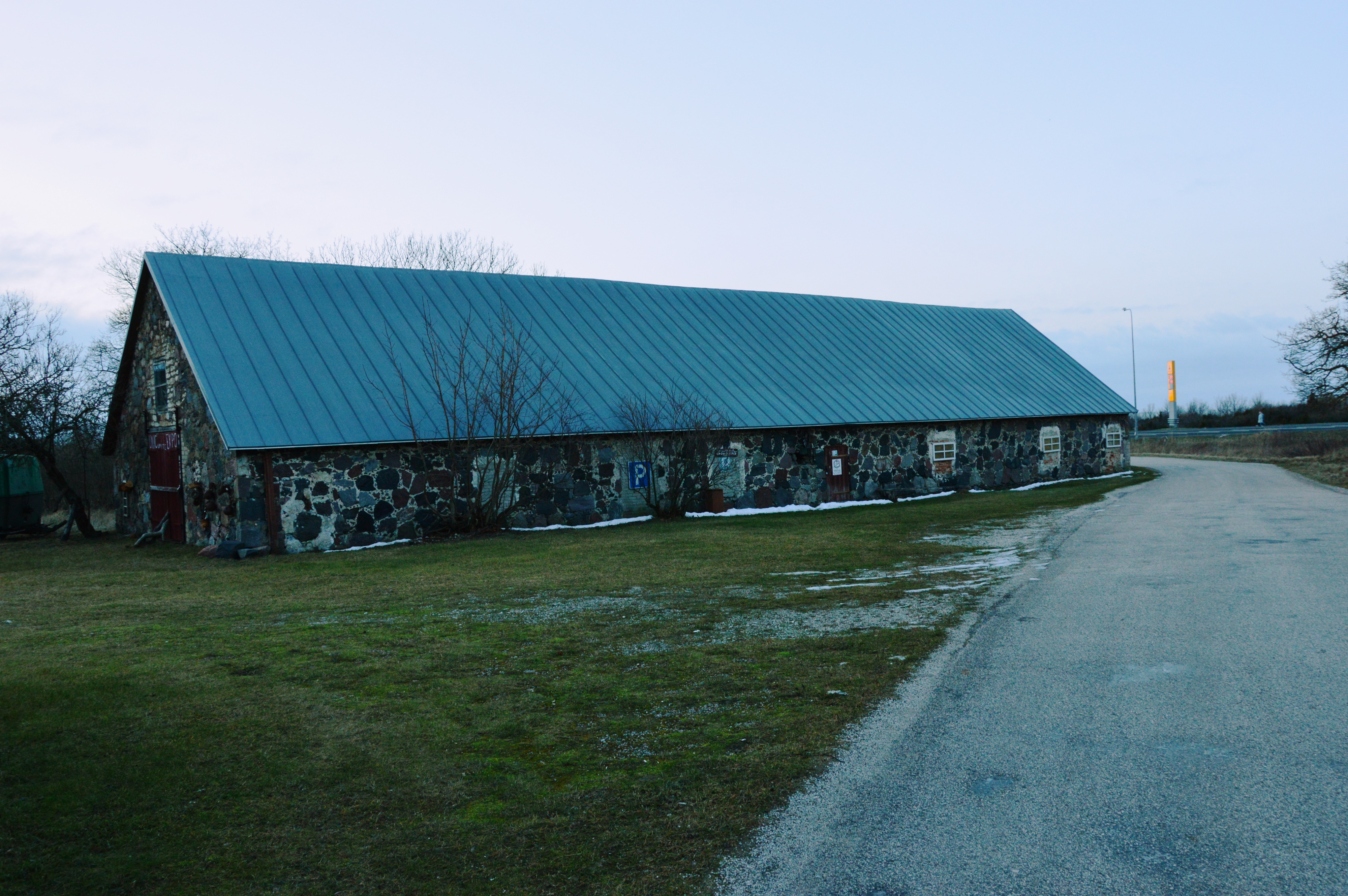
Музей старой дорожной техники
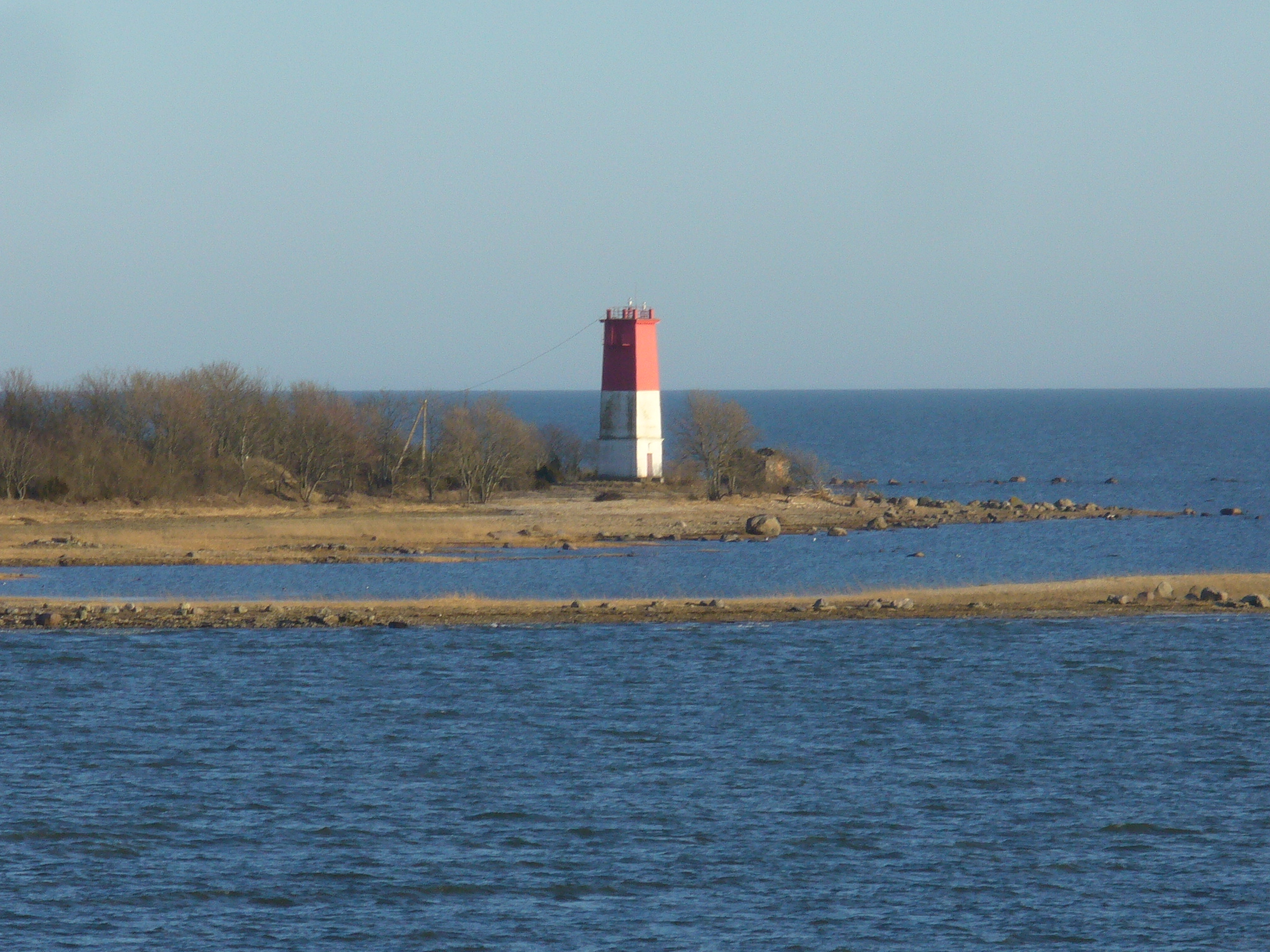
Маяк
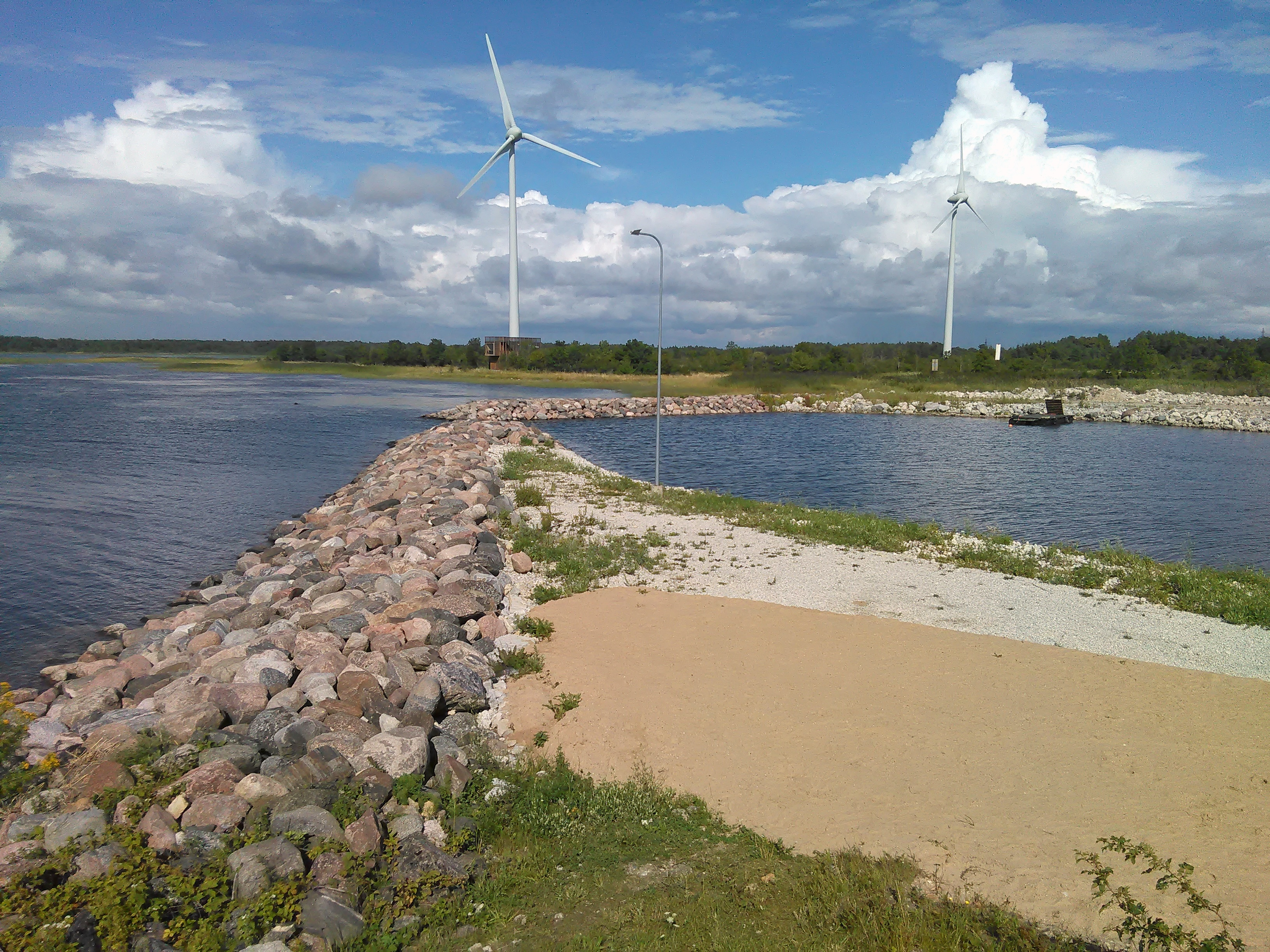
Рыболовная гавань и ветрогенераторы
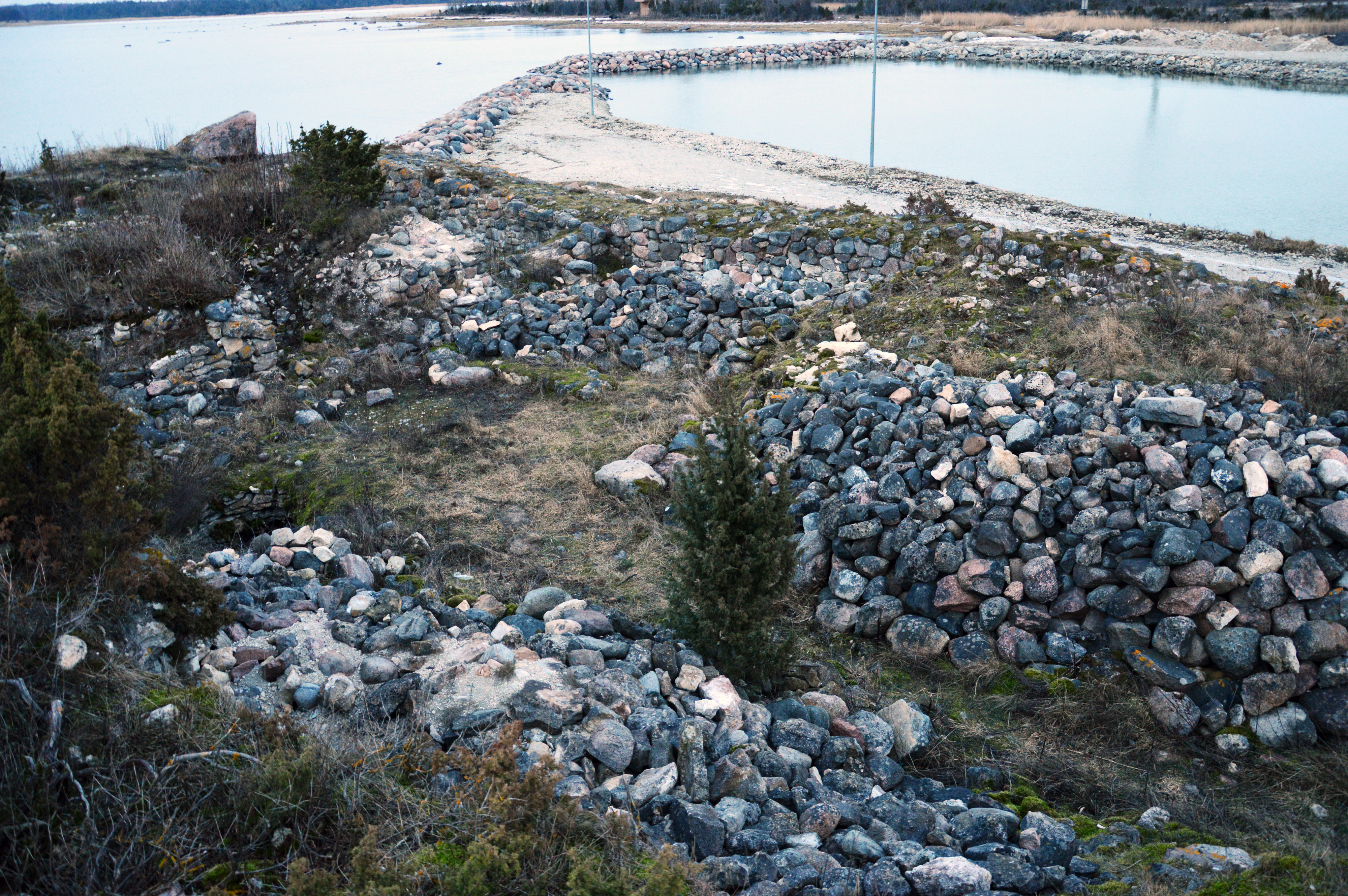
Развалины городища Виртсу